# کادیدیاتو دیانی
کادیدیاتو دیانی (انگلیسی: Kadidiatou Diani؛ زادهٔ ۱ آوریل ۱۹۹۵) بازیکن فوتبال اهل فرانسه است. وی در پست مهاجم و در تیم پاری سن ژرمن بازی می کند.
وی همچنین در تیم‌های ملی فوتبال زنان فرانسه بازی کرده‌است.